# Sporvejshistorisk Selskab
Sporvejshistorisk Selskab (SHS), ideell förening i Danmark för personer som är intresserade av lokaltrafik. Föreningen grundades 8 februari 1965 och har idag ca 1300 medlemmar. Man driver Sporvejsmuseet Skjoldenæsholm. Förutom museiverksamheten, som även innefattar renovering av historiska kollektivtrafikfordon, ger man ut böcker och arrangerar resor för sina medlemmar till utländska städer med spårvägstrafik, bland annat. 6 gånger om året kommer medlemstidningen Bytrafik ut.
Den svenska motsvarigheten till Sporvejshistorisk Selskab heter Svenska Spårvägssällskapet.